# Psycho's Path
Psycho's Path è il primo album da solista di John Lydon dopo le esperienze da leader di Sex Pistols e Public Image Ltd., pubblicato dalla Virgin Records nel 1997.

## Il disco
Lydon canta in tutte le canzoni e suona la maggior parte degli strumenti, con l'aggiunta delle chitarre e tastiere suonate da Martin Lydon e Mark Saunders.

### Produzione
La copertina dell'album venne ideata da Lydon. Prese una foto di se stesso, dipingendoci sopra un ritratto simile, e ritoccando poi il tutto al Photoshop. Tutti i testi dei brani sono inclusi nelle note interne dell'album, scritti a mano, con la calligrafia di Lydon.
L'album include remix di alcuni dei brani ad opera di The Chemical Brothers, Moby, Leftfield e Danny Saber. Lydon fu costretto dalla Virgin Records ad aggiungere questi remix per aumentare la durata complessiva del disco ed attrarre acquirenti con il successo da discoteca Open Up dei Leftfield, che venne remixata dai The Chemical Brothers per l'inclusione nell'album.

### Pubblicazione
La Virgin Records pubblicò l'album senza promuoverlo adeguatamente dal punto di vista commerciale. Il tour a supporto del disco venne bruscamente fermato dopo poche date, poiché Lydon era infuriato per il mancato supporto da parte della casa discografica.

## Video
Un video musicale per la canzone Sun venne approntato con Lydon che ballava e cantava in playback davanti ad uno schermo blu. La premessa del video consiste in una didascalia narrante la storia di un uomo che dopo aver avvelenato la propria moglie adultera, danza sulla tomba di lei. Per il video fu usata la versione del brano remixata dai Leftfield, non quella di Lydon.

## Tracce
- Tutti i brani sono opera di John Lydon.

1. Grave Ride
2. Dog
3. Psychopath
4. Sun
5. Another Way
6. Dis-Ho
7. Take Me
8. A No and a Yes
9. Stump
10. Armies
11. Open Up (Chemical Brothers Mix Edit)
12. Grave Ride (Moby Mix)
13. Sun (Leftfield Mix)
14. Psychopath (Leftfield Mix)
15. Stump (Danny Saber Mix)